# Црвенорепи заморац
Црвенорепи гвенон (лат. Cercopithecus ascanius) је врста примата (Primates) из породице мајмуна Старог света (Cercopithecidae). 

## Распрострањење
Ареал црвенорепог гвенона обухвата већи број држава. 
Врста је присутна у следећим државама: Судан, ДР Конго, Замбија, Ангола, Кенија, Танзанија, Централноафричка Република, Република Конго, Руанда, Уганда и Бурунди.

## Станиште
Станишта врсте су шуме, мочварна подручја и речни екосистеми.

## Подврсте
Постоји пет признатих подврста црвенорепог гвенона:
- Cercopithecus ascanius ascanius
- Cercopithecus ascanius atrinasus
- Cercopithecus ascanius katangae
- Cercopithecus ascanius whitesidei
- Cercopithecus ascanius schmidti

## Угроженост
Ова врста је наведена као последња брига, јер има широко распрострањење и честа је врста.